# Kościół św. Jakuba Apostoła w Bługowie
Kościół pw. św. Jakuba Apostoła w Bługowie – katolicki kościół parafialny znajdujący się w miejscowości Bługowo (gmina Złotów).

## Historia
Parafia powstała we wsi w 1445. W okresie międzywojennym była to parafia nadgraniczna - oprócz Polaków przynależeli do nie również lokalni Niemcy wyznania katolickiego. Obecny, ceglany kościół, jako czwarty z kolei na tym miejscu (poprzedni drewniany strawił pożar), rozpoczęto budować w 1864, a zakończono w 1869. Wraz z parafią w Tłukomach tworzy od 1986 unię personalną kierowaną przez jednego proboszcza.

## Architektura
Świątynia jest neoromańska. W ołtarzu głównym wisi obraz św. Jakuba Apostoła, zgodnie z wezwaniem świątyni. W bocznych ołtarzach obrazy przedstawiają Wniebowzięcie Najświętszej Marii Panny i Ukrzyżowanie Jezusa Chrystusa. Do wyposażenia należy też zabytkowa chrzcielnica. Na ścianie zewnętrznej umieszczona jest tablica pamiątkowa ku czci księdza Wojciecha Całki (ur. 1 kwietnia 1896 we Wrześni). Pełnił on rolę miejscowego proboszcza od 20 marca 1929 do 11 listopada 1939, w którym to dniu został zamordowany przez niemieckich nazistów w obozie w Górce Klasztornej.

## Galeria

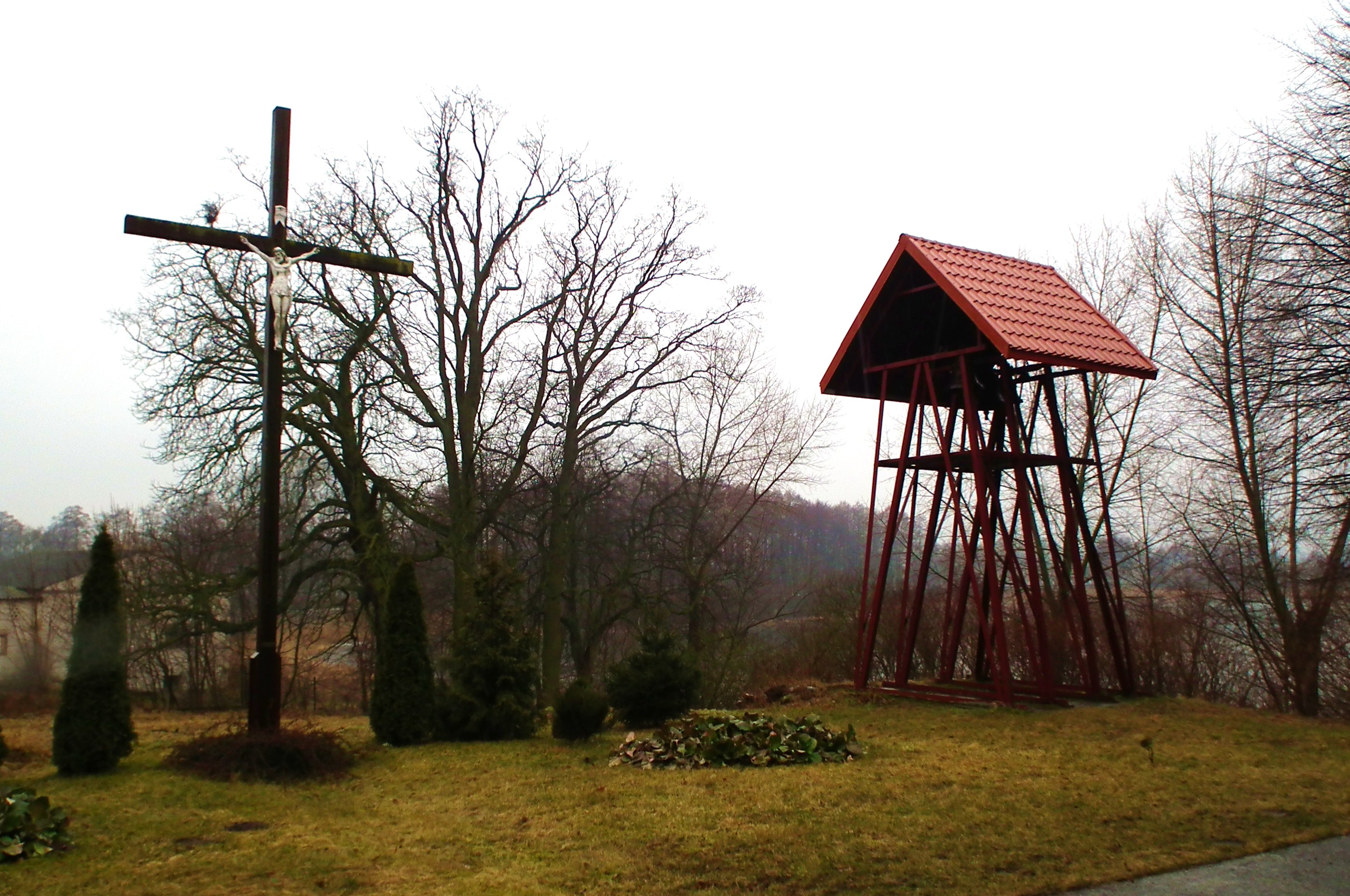
Krzyż i dzwonnica
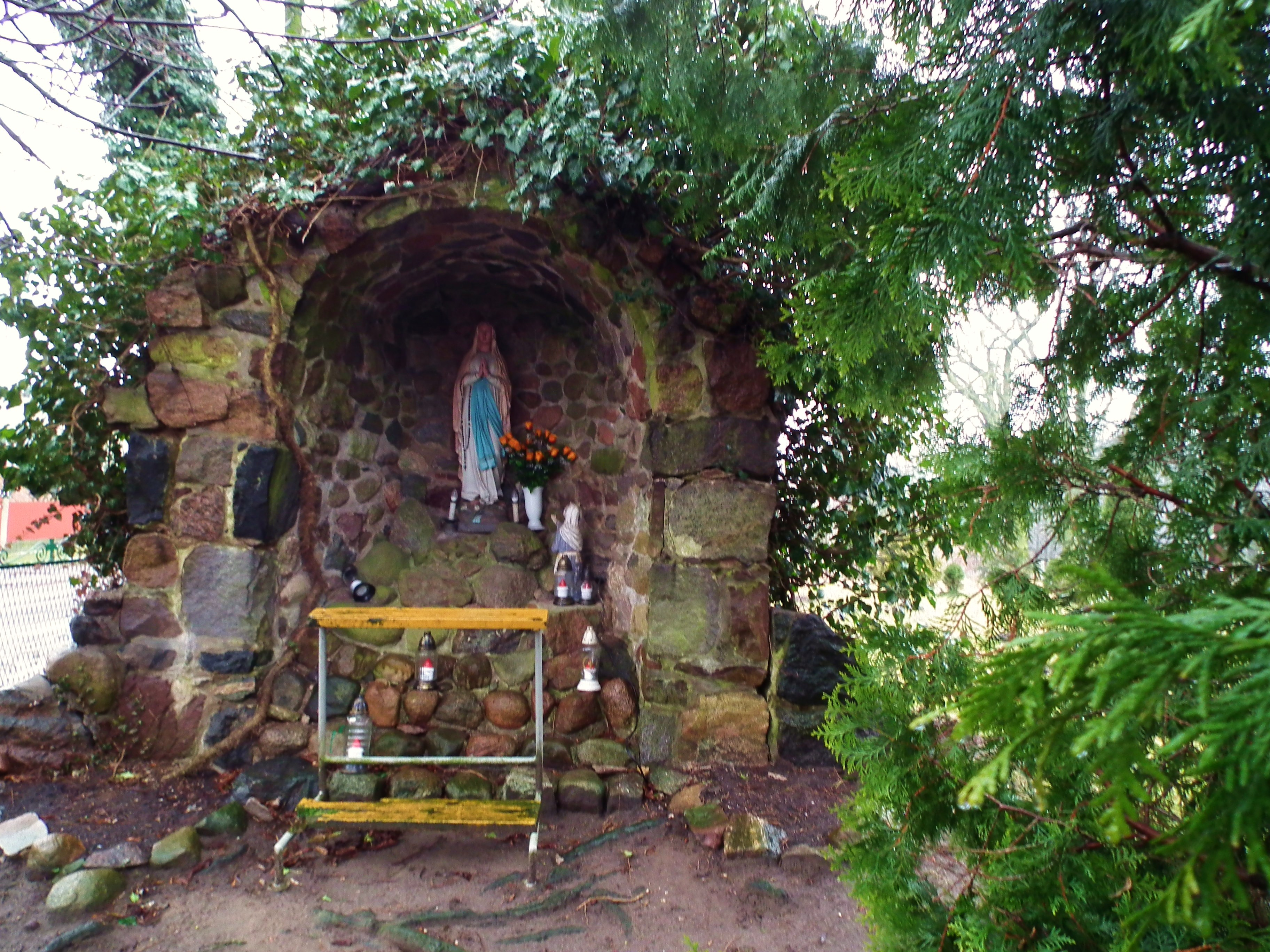
Grota maryjna
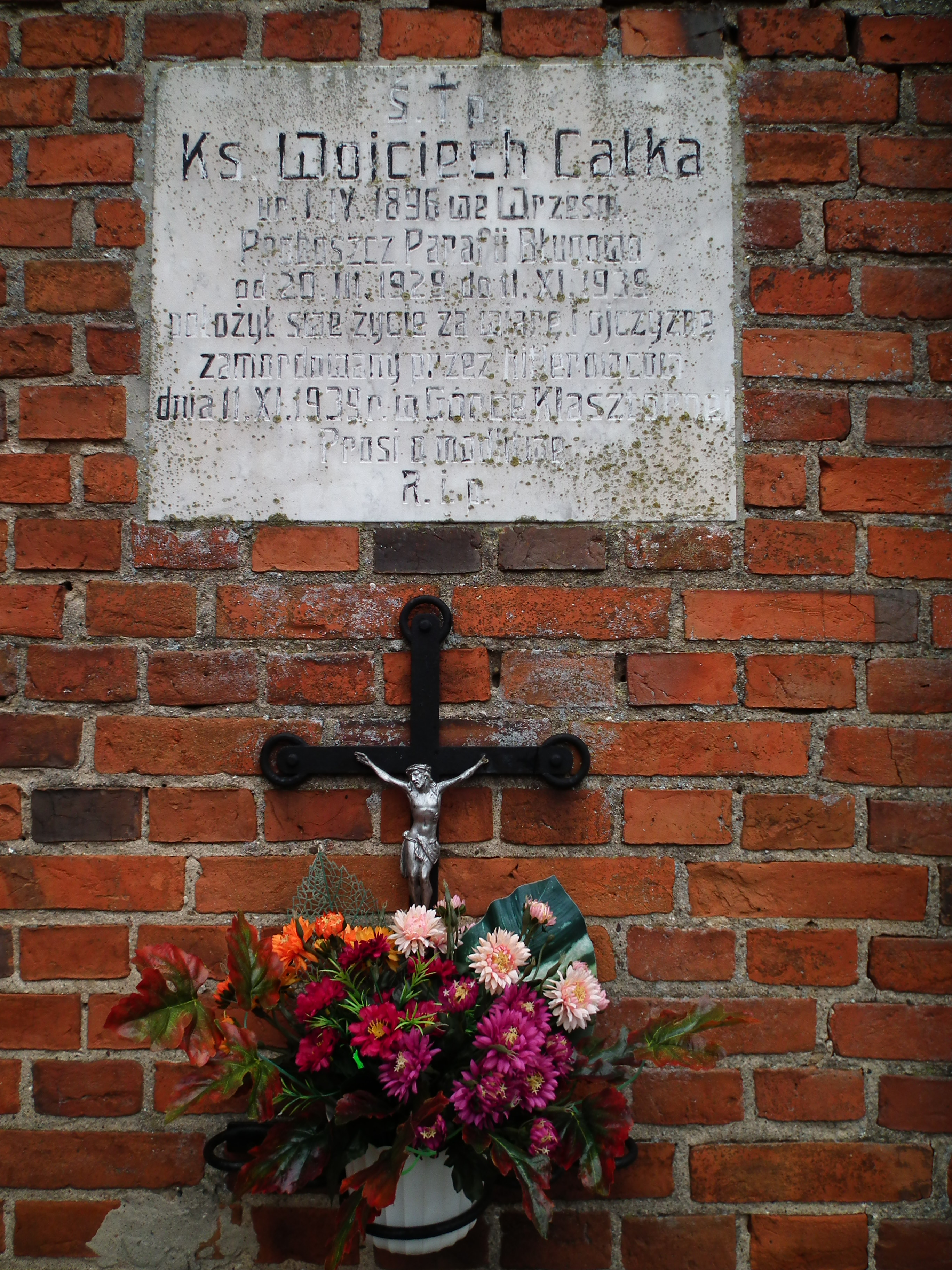
Tablica ks. Całki